# Rio Cuchivero
O Rio Cuchivero é um rio sul-americano que banha a Venezuela, tem sua nascente no Cerro Icutti na Serra de Guamapi, que chega a mais de 2000 m de altitude